# Warwick (Queensland)
Warwick ([ˈwɒrɪk]IPA) je město ve státě Queensland v Austrálii, které leží 130 km jihozápadně od Brisbane. Warwickem protéká řeka Condamine a prochází státní dálnice Cunningham Highway a New England Highway. V roce 2006 byl počet obyvatel ve Warwicku 12 562.
Warwick spolu s Toowoombou jsou administrativní centra místní správní oblasti Southern Downs, která slouží přilehlé farmářské oblasti Darling Downs se silným zemědělským průmyslem.

## Historie
Zelený pás Warwicku na břehu řeky Condamine charakterizuje socha bájné žáby Tiddalik, která vypila všechnu pitnou vodu, jak se uvádí v původní mytologii Aboriginců.

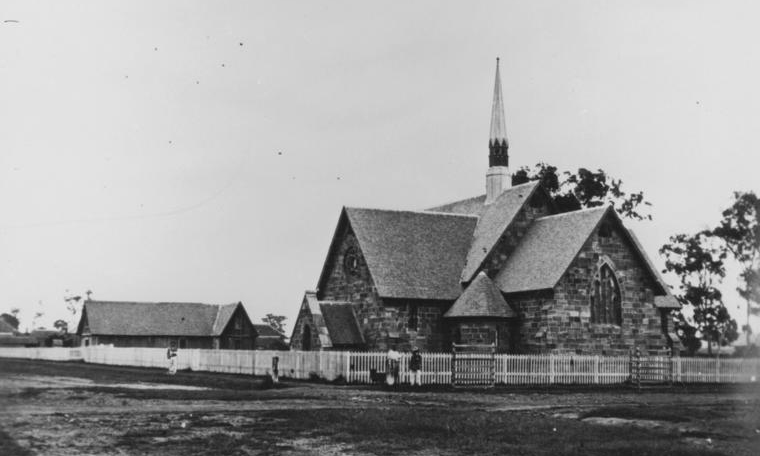
Druhý kostel Svatého Marka z Anglie ve Warwicku, cca 1872; první dřevěný kostel je patrný v pozadí.

Patrick Leslie a jeho dva bratři se původně usadili v této oblasti jako nezákonní usídlenci v místě, které později nazvali Canning Downs. V roce 1847 požádala vláda Nového Jižního Walesu Patricka Leslieho, aby vybral vhodné místo na obývaných pozemcích pro vznik města, které mělo být nazýván „Cannington“, posléze se však ustálil název Warwick. Prodej stavebních pozemků se uskutečnil v roce 1850 a první parcelu zakoupil Patrick Leslie.
Telegrafické spojení s Brisbane bylo dáno do provozu v roce 1861. Sedmdesátá léta 19. století provázel stavební boom při stavbě nového města. V roce 1871 byla do Warwicku přivedena železnice a o dva roky později byl postaven pivovar. Družstevní mlýn a cihelna byly dokončeny během roku 1874.
Událost nazývaná oficiálně jako Warwický incident se stala 29. listopadu 1917, která vedla na vznik australské policie s prvním komisařem jmenovaným o osm dní později. Při projevu ministerského předsedy Williama Hughese na železniční stanici ve Warwicku, neznámý muž z davu srazil hodem vejce klobouk z premiérovy hlavy. Hughesův rozkaz o zatčení dotyčné osoby Queenslandská státní policie údajně odmítla.

## Noviny
Místní noviny ve Warwicku zastupují Warwick Daily News, Warwick and Southern Downs Weekly a Southern Free Times.

## Události
- FEI World Cup (květen)
- Jumpers and Jazz in July Festival (červen)
- „Rose Bowl“ v Polocrossu (srpen)
- Warwické rodeo (říjen)
- Rose Festival (říjen)
- Warwick Cricket Association Australia Day Cricket Carnival (leden)